# Evocoa chilensis
Evocoa chilensis (лат.) — вид двукрылых, подотряда короткоусых, единственный представитель семейства Evocoidae.

## Описание
Рыжевато-коричневые мухи с удлинённым телом длиной 5—7 мм. Голова шаровидная. Глаза голые. Голы выпуклый. Крылья и жужжальца удлинённые. Птеростигма на крыле крупная. Третья медиальная жилка на крыле отсутствует. Брюшко состоит из восьми видимых сегментов и его длина примерно в 5 раз превышает длину груди.

## Систематика
Первоначально таксон описан как Ocoa chilensis Yeates, Irwin & Wiegmann, 2003 (из семейства Ocoidae), но потом выяснилось, что он преоккупирован ранее описанным таксоном жуков (Ocoa Lane, 1970 Coleoptera) и поэтому название рода и семейства изменено соответственно на Evocoa и Evocoidae.

## Распространение
Эндемик Чили. Найден в национальном парке Ла-Кампана в области Вильпасарио и окрестностях посёлка Эль Болленар и провинции Мелипилья в 35 км от Сантьяго.